# Домодосола
Домодосола (итал. Domodossola) град је у северној Италији. Домодосола је други по важности градо круга Вербано-Кузио-Осола у оквиру италијанске покрајине Пијемонт.
Град Домодосола је познат као једно од највећих насеља у Италији која су смештена дубоко у Алпима.

## Природне одлике
Град Домодосола налази се у области Пијемонтских Алпа, на 170 км североисточно од Торина. Град и долина око њега чине област Осола. Изнад града стрмо се издижу Алпи.

## Становништво
Према резултатима пописа становништва 2011. у општини је живело 18.175 становника.
| 1931.  | 1936.  | 1951.  | 1961.  | 1971.  | 1981.  | 1991.  | 2001.  | 2011.  |
| ------ | ------ | ------ | ------ | ------ | ------ | ------ | ------ | ------ |
| 10.096 | 10.807 | 13.720 | 16.728 | 19.719 | 20.300 | 18.865 | 18.466 | 18.175 |

Домодосола данас има преко 18.000 становника, махом Италијана. Током протеклих деценија у град се доселио приметан број досељеника из иностранства, највише са Балкана.

## Партнерски градови
- Brig
- Бусто Арсицио

## Галерија
- Трг Роверето
- Куће у градском језгру
- Звоник градске катедрале
- Градска кућа